# ФК Потрошник
НК Потрошник је словеначки фудбалски клуб, основан па реорганизован због гашења претходног клуба 2007. године. Он је из Белтинаца. Играо је у 1. СНЛ до 1999-2000.